# Antidesma membranaceum
Antidesma membranaceum är en emblikaväxtart som beskrevs av Johannes Müller Argoviensis. Antidesma membranaceum ingår i släktet Antidesma och familjen emblikaväxter. Inga underarter finns listade i Catalogue of Life.